# Rubus ellipticus
Espèce
Classification phylogénétique
Le piquant lou-lou (Rubus ellipticus) est une espèce de plantes à fleurs de la famille des Rosaceae, originaire d'Asie.